# Campeonato Sergipano de Futebol de 1979
O Campeonato Sergipano de Futebol de 1979 foi a 56º edição da divisão principal do campeonato estadual de Sergipe. O campeão foi o Itabaiana que conquistou seu 4º título na história da competição. O artilheiro do campeonato foi Belo, jogador do Cotinguiba, com 10 gols marcados.

## Premiação
| Campeonato Sergipano de 1979  |
| Itabaiana                     |
| ----------------------------- |
| Itabaiana Campeão (4º título) |